# Поделе (Хунедоара)
Поделе (рум. Podele) насеље је у Румунији у округу Хунедоара у општини Лункоју Де Жос. Oпштина се налази на надморској висини од 471 m.

## Становништво
Према подацима из 2002. године у насељу је живело 322 становника, од којих су сви румунске националности.